# Reinbolden
Reinbolden ist eine Ortschaft und eine Katastralgemeinde der Gemeinde Schweiggers im Bezirk Zwettl in Niederösterreich.

## Geschichte
Laut Adressbuch von Österreich waren im Jahr 1938 in Reinbolden einige Landwirte mit Direktvertrieb ansässig.
Ortsvorsteherin: Christina Kerndl

## Siedlungsentwicklung
Zum Jahreswechsel 1979/1980 befanden sich in der Katastralgemeinde Reinbolden insgesamt 11 Bauflächen mit 6.550 m² und 11 Gärten auf 11.470 m², 1989/1990 gab es 9 Bauflächen. 1999/2000 war die Zahl der Bauflächen auf 16 angewachsen und 2009/2010 bestanden 13 Gebäude auf 25 Bauflächen.

## Bodennutzung
Die Katastralgemeinde ist landwirtschaftlich geprägt. 105 Hektar wurden zum Jahreswechsel 1979/1980 landwirtschaftlich genutzt und 58 Hektar waren forstwirtschaftlich geführte Waldflächen. 1999/2000 wurde auf 99 Hektar Landwirtschaft betrieben und 66 Hektar waren als forstwirtschaftlich genutzte Flächen ausgewiesen. Ende 2018 waren 97 Hektar als landwirtschaftliche Flächen genutzt und Forstwirtschaft wurde auf 66 Hektar betrieben. Die durchschnittliche Bodenklimazahl von Reinbolden beträgt 23 (Stand 2010).